# Чаплиц, Целестин
Целестин Чаплиц (пол. Celestyn Czaplic; 6 апреля 1723 — 23 мая 1804) — польский государственный деятель, великий ловчий коронный (1773—1784), маршал сейма 1766 года, поэт.

## Биография
Представитель русинской дворянской семьи Чаплиц из Шпанова герба «Кердея». Сын подстолия киевского Игнацы Чаплица и его жены Францишки, урожденно Пясковской.
Он получил образование у пиаристов в Межиричах и у иезуитов в Остроге. Он оставался при дворе и в лагере Антония Любомирского. В 1743 году стал подчашим киевским. С тех пор он входил в состав многочисленных комитетов. Он был депутатом (трижды) Королевского трибунала, членом сейма (8 раз) в 1752, 1754, 1758, 1766, 1767 и 1768 годах. Благодаря милости Михаила Чарторыйского он стал городским судьей в Лукове, а затем местным заместителем старосты.
В период междуцарствия Целестин Чаплиц подписал 11 мая 1764 года манифест против конвокации, хотя и не покидал своего места в каптуровом суде. Депутат Волынского воеводства на созыве сейма 1764 года. Был помощником конфедерации Чарторыйского в 1764 году от Киевского воеводства. Во время избрания Станислава Августа Понятовского (1764 г.) он был одним из редакторов пактов королевских конвенций. Он подписал избрание Станислава Августа Понятовского от Волынского воеводства. Был членом Коронационного сейма 1764 года от Киевского воеводства. От имени Януша Сангушко он некоторое время был суррогатом крепости Кржеменец. 24 июня 1765 года он стал подкоморием волынским. В 1766 году он был маршалом так называемого сейма Чаплица, где был окончательно похоронен проект реформ семьи Чарторыйских. Во время одного из заседаний, измученный всенощными прениями, он заснул на табурете, и кто-то из зала завершил заседание от имени потерявшего сознание от его силы маршала. Несмотря ни на что, Сейм наградил его за работу денежной суммой в размере 80 000 злотых, и Станислав Август наградил его в мае 1767 года Орденом Святого Станислава. Летом того же года он присоединился к Радомской конфедерации и по просьбе короля принял от Инфлянт коронный мандат на сейм 1767—1768 годов (также был удостоен звания старосты дубенского в Белзском воеводстве). В приложении к депеше от 2 октября 1767 года президенту Коллегии иностранных дел Российской империи Никите Панину русский посланник Николай Репнин характеризовал его как уполномоченного для осуществления русских планов на сейме 1767 года, за которого поручился король. На сейме 1767 года посол коронный от Инфлянт. 23 октября 1767 года он стал членом делегации сейма, избранной под давлением Николая Репнина, русского посланника, назначенного определять строй Речи Посполитой. Он не вступил в Конфедерацию адвокатов и не участвовал в заседаниях парламента раздела. В то время он служил во многих судах уполномоченных и был судебным и воспитательным уполномоченным.
В 1768 году Целестин Чаплиц подписал договор о вечной дружбе, навязанный Речи Посполитой российской императрицей Екатериной II. 25 апреля 1773 года он стал великим ловчим коронным, а через два года (1775 год) произведен в кавалеры Ордена Белого Орла. С 1778 по 1780 год он заседал в Постоянном совете. Член Постоянного совета министерства юстиции в 1779 году. Обескураженный неудачей в своих усилиях получить должности подканцлера коронного (1780 г.) и воеводы черниговского (1782 г.), в мае 1784 года он подал в отставку с должности великого ловчего коронного. Во время Четырехлетнего сейма, 31 декабря 1788 года, Целестин Чаплиц вошел в состав Военной комиссии двух народов. Он был гражданским комиссаром Великопольского воеводства в этой комиссии в 1792 году.
Он посещал ужины по четвергам, организованные королем Станиславом Августом. Дружил с Ф. Богомолецем. Он женился на Анне Джевецкой, дочери подкомория кременецкого, от брака с которой у него было две дочери: Текла и Тереза. В конце своей жизни он поселился в Варшаве (ул. Сенаторская), во дворце своего зятя Антония Барнабы Яблоновского, каштеляна краковского.

## Творчество
- Czopowe i szelężne generalne, brak miejsca wydania 1766, (projekt sejmowy)
- Historia, czyli dziwna awantura Olinda z Amaryllą, w różnych przypadkach ciekawa, z prozy na rym ułożona r. 1774, Lwów 1774
- «Na Solec» (wiersz), Zabawy Przyjemne i Pożyteczne 1774, t. 11, cz. 1; wyd. osobne: brak miejsca i roku wydania; przedr. J. Kott: Poezja polskiego Oświecenia. Antologia, Warszawa 1954, wyd. 2 Warszawa 1956
- Zabawy. Quaeramus, seria, ludo. Cz. I, Poczajów 1787; druk anonimowy; autorstwo domniemane według sugestii J. W. Gomulickiego (zob. E. Aleksandrowska Zabawy Przyjemne i Pożyteczne 1770—1777, «Monografia bibliograficzna», Wrocław 1959, s. 99); tu m.in. przekłady z: Ch. F. Gellerta, J. La Fontaine’a i P. Metastasio; wiele zebranych wierszy ogł. poprzednio pod krypt.: N. N., Zabawy Przyjemne i Pożyteczne 1775, t. 12, cz. 2, s. 300—324
- Pieśń (Niech żyje zawsze ten luby kątek…), ogł. z rękopisu Biblioteki Jagiellońskiej, sygn. 6899, J. W. Gomulicki: «Tylko dla dorosłych», Nowe Książki 1958, nr 15, (autorstwo przypisywane także F. Bohomolcowi i F. K. Woynie, zięciowi Czaplica)
- Od Czaplica przywitanie króla (wiersz), rękopisy: Biblioteka Czartoryskich, sygn. 1684; Biblioteka Uniwersytetu Warszawskiego, sygn. 209.4.2.16, (utwór znany też pt. Pieśń czerniakowska)
- Autografy różnych wierszy Czaplica w Bibliotece Czartoryskich, sygn. 1.962; odpisy XVIII-wieczne tamże, sygn. II 1962, (J. Bartoszewicz, a za nim W. Konopczyński przypisywali błędnie Czaplicowi autorstwo popularnej pieśni, przyśpiewki biesiadnej F. Bohomolca: Kurdesz nad kurdeszami).